# Labret
Een labret (van het Latijnse labrum "lip") is een piercing met het gaatje vlak onder de onderlip. Deze piercing kan in het midden van de onderlip worden geplaatst of aan de zijkant. Zowel vlak onder de lip als een stukje meer richting de kin behoren tot de mogelijkheden. Afhankelijk van de plaats van de piercing kan er zowel een ringetje als een staafje in worden gedragen. Veel mensen kiezen voor een speciaal zogeheten "labretknopje". Dit is een staafje met een platte achterkant vóór in de mond, zodat het sieraadje zonder ongemak kan worden gedragen.
Tegenwoordig wordt een labret soms ook verticaal door de onderlip geplaatst in plaats van eronderdoor, zodat het sieraad zich helemaal niet in de mond bevindt.
Van een labret kan dus alleen het uiteinde bij het gaatje zichtbaar zijn, of ook het uiteinde waar het gebogen staafje tussen de lippen doorkomt (zie foto), of bij een gesloten ring datzelfde aaneengesloten.
Een labret brengt enige risico's met zich mee en kan schade veroorzaken aan tanden en tandvlees. De schade kan zich uiten in de vorm van het stilaan (na enige tijd dragen van een labret) wegschuren van het tandvlees dat zich achter de piercing bevindt. Deze schade is permanent, het tandvlees zal zichzelf dus niet herstellen. Het beschadigde tandvlees kan na een tijd ook gaan irriteren en pijnlijk aanvoelen, maar dan is het al te laat. Een persoon die een labret wil laten plaatsen kan zich het beste laten adviseren door een professional. Een labret moet altijd door een professionele piercer worden geplaatst om onnodige schade aan zenuwen en bloedvaten te voorkomen.

## Oprekking

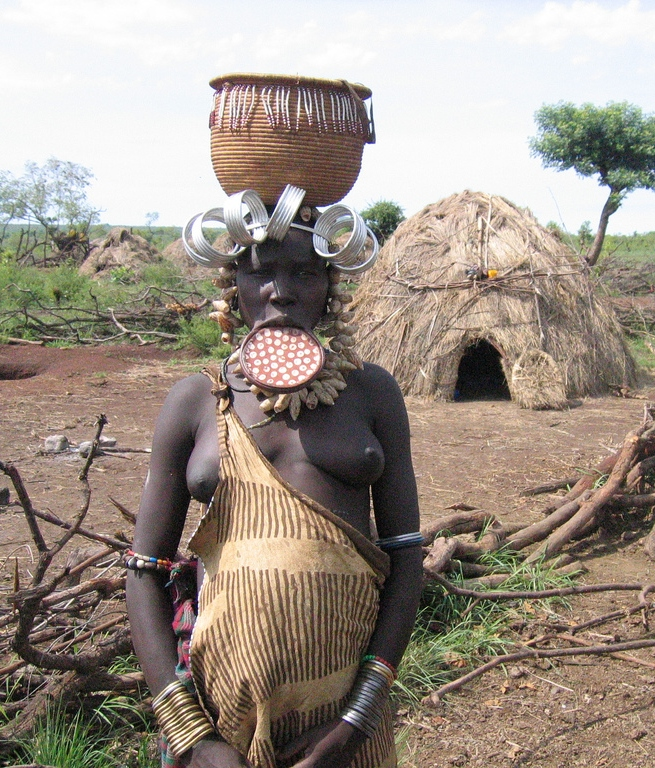
Een vrouw van de Mursi-stam

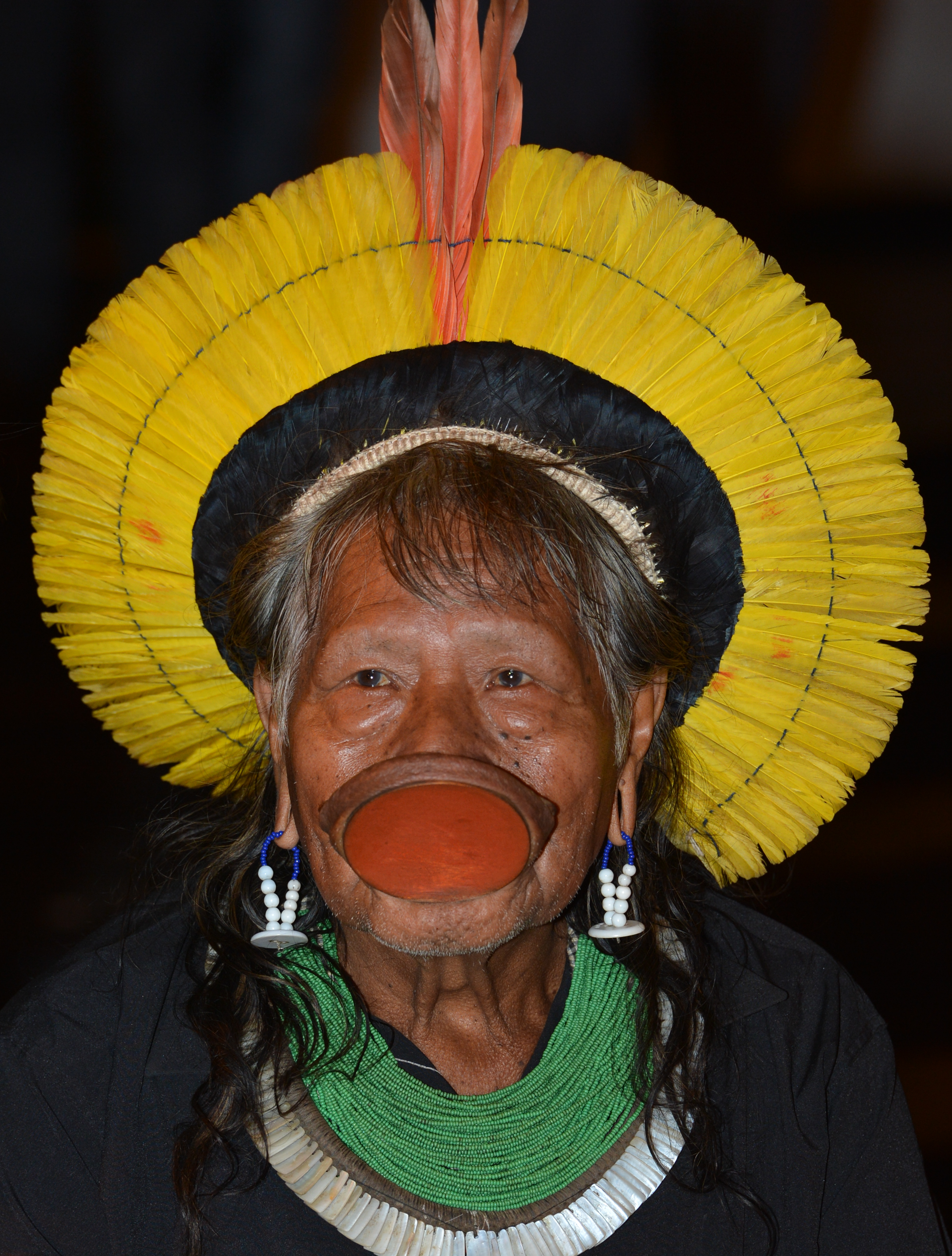
Milieuactivist Cacique Raini van de Kayapo's (Brazilië)

Het is mogelijk om het gaatje van de labretpiercing op te rekken (stretching). Daardoor kunnen lippluggen worden geplaatst. Dit gebeurt bij bepaalde Afrikaanse stammen.
Het oprekken van een labret is lastiger en duurt langer dan bij een oorlel. Bij het plaatsen van de wat dikkere pluggen wordt dan ook vaak gekozen voor het maken van een snee in de onderlip waarna direct een dikke plug kan worden geplaatst. Wanneer dit geheeld is kan dit grotere gat ook weer worden opgerekt naar grotere maten.
Bij gebruik van een plug heeft het gebruikte sieraad best een afgeronde of zachtere binnenrand om het tandvlees zo weinig mogelijk te irriteren.